# پتالیان
پتالیان (به انگلیسی: Patalian) یک منطقهٔ مسکونی در پاکستان است که در پنجاب واقع شده‌است. پتالیان ۳۷۹ متر بالاتر از سطح دریا واقع شده‌است.